# Boisset-les-Prévanches
Boisset-les-Prévanches település Franciaországban, Eure megyében. Lakosainak száma 489 fő (2022. január 1.). Boisset-les-Prévanches La Boissière, Bretagnolles, Caillouet-Orgeville, Le Cormier, Fresney és Le Plessis-Hébert községekkel határos.

## Népesség
A település népességének változása:
| Lakosok száma | 323  | 292  | 364  | 427  | 448  | 451  | 468  | 493  | 498  | 489  |
|               | 1968 | 1982 | 1990 | 2006 | 2013 | 2015 | 2017 | 2019 | 2020 | 2022 |